# Xenosaurus tzacualtipantecus
La lagartija de grieta de Tzacualtipán (Xenosaurus tzacualtipantecus) es una especie de reptil perteneciente a la familia Xenosauridae. El nombre se deriva de palabras en Náhuatl: Zacualtipan o tzacualtipan (en la lengua original nahua) refiriéndose a la comunidad más cercana a la localidad tipo y que significa “lugar escondido” lo cual es particularmente apropiado dado los hábitos de estas lagartijas de vivir en grietas; y teca que significa pertenecer a un lugar.

## Clasificación y descripción
Xenosaurus tzacualtipantecus presenta dos rayas postoculares color café que atraviesan diagonalmente hacia la zona vertebral, dispuestas al nivel de los hombros donde estas son interrumpidas por una banda transversal que es café cobrizo en el centro y café oscuro en los bordes. Ocasionalmente, las rayas postoculares corren paralelamente a lo largo de la región vertebral hasta el nivel de la ingle. Detrás del tímpano hay dos rayas color café oscuro que son de dos a tres escamas abultadas de ancho, corren paralelamente a las rayas postoculares y luego se expanden a los hombros donde son interrumpidas completamente por la raya transversal. Entre la raya postocular y la postimpánica hay una raya blanca o color crema con una serie de escamas lisas abultadas que usualmente tienen un color café oscuro en sus puntas. Las escamas de la cabeza son generalmente pequeñas y abultadas, frecuentemente cónicas o rugosas y agrandadas en los márgenes de la rostral y temporal. Las supraoculares son grandes, lisas y arregladas en una sola hilera son aproximadamente dos a tres veces más anchas que largas. Hay 15-21 escamas timpánicas. La piel del cuello está expandida, produciendo dos o más pliegues gulares de los cuales el más posterior tiene escamas agrandadas separadas de las ventrales por escamas granulares. El abdomen posee escamas planas y cuadrangulares arregladas en hileras transversales y con manchas oscuras que son aproximadamente del tamaño de una escama ventral o máximo dos. El número de lamelas subdigitales en el cuarto dedo es de 23-26.

## Distribución
Xenosaurus tzacualtipantecus ha sido encontrada en dos localidades: (1) bosque tropical en la localidad tipo, 2 km E y 1,9 km N de la Mojonera, cerca del pueblo de Zacualtipán a 1900 m s. n. m., sobre el camino de terracería del asentamiento de Tizapán; y (2) La Selva, Veracruz, 7,2 km al E de Huayacocotla a 2000 m s. n. m.

## Hábitat
Las principales especies de árboles encontradas en el bosque lluvioso de la Mojonera son Quercus eugenifolia, Q. sartori, Q. trinitalis, Pinus patula, y Liquidambar macrophyla.
X. tzacualtipantecus habita en grietas de piedra caliza. Estas lagartijas son termoconformistas con una temperatura corporal media de 18.08 +-0.25 °C. 
La dieta consiste primariamente en escarabajos y larvas de lepidópteros. El tamaño de la camada es de 5 neonatos.

## Estado de conservación
El hábitat en la localidad tipo está amenazado por deforestación y la presencia de un basurero a cielo abierto usado por los pueblos de Tizapán y La Mojonera. El basurero está en el medio de la localidad tipo. El hábitat en la población de la Selva está relativamente conservado y esta población no parece estar bajo ninguna amenaza inmediata, sin embargo, ha habido algo de deforestación cerca de la población y gente del área usa madera del bosque para uso doméstico, así que esta población amerita observación y posible preocupación. No obstante, no se encuentra catalogada en la IUCN.